# Batalha de Annual
A Batalha de Annual ou Desastre de Annual foi uma batalha travada em Marrocos Espanhol entre o exército espanhol da África e combatentes da região do Rife. Foi uma grande derrota militar sofrida pelo exército espanhol. A derrota, quase sempre referida pelos espanhóis como desastre de Anual, levou graves crises políticas e uma redefinição da política colonial espanhola na direção do Rife.
No início de 1921 o exército espanhol iniciou uma ofensiva no norte-leste do Marrocos a partir das regiões costeiras que detinham anteriormente. O avanço ocorreu sem linhas de comunicação alargadas a serem devidamente estabelecidas ou a subjugação total das áreas ocupadas.
Em 22 de Julho de 1921, após cinco dias de cerco, as forças espanholas da guarnição do acampamento do relatório anual sob o comando do general Manuel Fernández Silvestre após a posição contígua de Igueriben tinha caído, foram atacadas e destruídas pelas forças Rife irregulares sob o comando de Maomé ibne Abdal Crim, um ex-funcionário do governo espanhol no Escritório de Assuntos Indígenas em Melilha e um dos líderes da tribo dos Aith Ouriaghel (conhecido como 'Aith Urriaguel' em espanhol).
O General Silvestre desapareceu e os seus restos mortais nunca foram encontrados. A sobre-estendida estrutura militar espanhola, no Protectorado espanhol de Marrocos no Ocidente havia se desintegrado. Mais de vinte postos espanhóis foram invadidos e suas guarnições massacradas. Na costa de Afrau, navios de guerra espanhóis foram capazes de tirar a guarnição e em El Zoco e Telata Metalsa, as tropas e civis do Sul foram capazes de retirar-se para a Zona francesa.
As tropas espanholas sobreviventes, recuaram cerca de 80 km até o acampamento do Monte Arruite, sob o comando do general Felipe Navarro y Ceballos-Escalera. Esta posição foi, porém, cercada e isolada de suprimentos. Assim, o general Dámaso Berenguer, um Alto Comissário Espanhol no protectorado, autorizou a entrega de suprimentos em 9 de Agosto. No entanto, os soldados não respeitaram as condições da rendição e mataram muitos dos refugiados dentro do forte. O Geral Navarro, junto com cerca de seis centenas de outros soldados foram feitos prisioneiros.
Melilha estava a apenas cerca de 40 km de distância, mas não estava em posição de ajudar: a cidade em si estava quase indefesa e faltavam tropas devidamente treinadas.
A Espanha rapidamente montou unidades de elite do Exército da África, que estava operando ao sul de Tetuan na Zona Oeste e não tinha acompanhado as forças de Silvestre no avanço para Annual. As forças consistiram, principalmente, as recém-criadas (1920), tanto as legiões espanholas quanto as marroquinas. Transferidos para Melilha por mar, estes reforços permitiram que o Monte Arruite fosse retomado até o final de Novembro.
O espanhóis perderam mais de 20 000 soldados. Os soldados mortos são estimados em cerca de 1 000. O Material perdido incluiu mais de 20 000 fuzis, 400 metralhadoras e 129 canhões.
A crise política provocada por esta catástrofe levou Indalecio Prieto a dizer ao Congresso dos Deputados: Estamos no período mais agudo da decadência espanhola. A campanha na África é um fracasso total, absoluto, sem atenuante, do Exército espanhol.
O ministro de Guerra, ordenou a criação de uma comissão de inquérito, dirigida pelo honrado general Juan Picasso González, que desenvolveu o relatório conhecido como o Expediente Picasso , que, apesar de encontrar vários erros militares, devido à ação obstrutiva de vários ministros e juízes de não estabelecer a responsabilidade política pela derrota, que a opinião popular amplamente colocou sobre o rei Afonso XIII de Espanha, que, segundo diversas fontes havia incentivado a penetração irresponsável da Silvestre em posições longe de Melilha, sem ter defesas adequadas em sua parte traseira.
Esta crise foi uma das muitas que, ao longo da década seguinte, minaram a monarquia espanhola e levaram ao surgimento da Segunda República Espanhola.
O Desastre de Annual é descrito em dois romances famosos - Imán, de Ramón José Sender Garcés e La Ruta de Arturo Barea.